# Vepris zambesiaca
Vepris zambesiaca är en vinruteväxtart som beskrevs av Spencer Le Marchant Moore. Vepris zambesiaca ingår i släktet Vepris och familjen vinruteväxter. Inga underarter finns listade i Catalogue of Life.